# Retroculus septentrionalis
Retroculus septentrionalis és una espècie de peix de la família dels cíclids i de l'ordre dels perciformes.

## Morfologia
- Els mascles poden assolir 19 cm de longitud total.[4][5]

## Hàbitat
És una espècie de clima tropical.

## Distribució geogràfica
Es troba a Sud-amèrica: conques dels rius Oyapock al Brasil i la Guaiana Francesa, i de l'Araguari al Brasil.